# St. Cosmas und Damian (Groß Düngen)

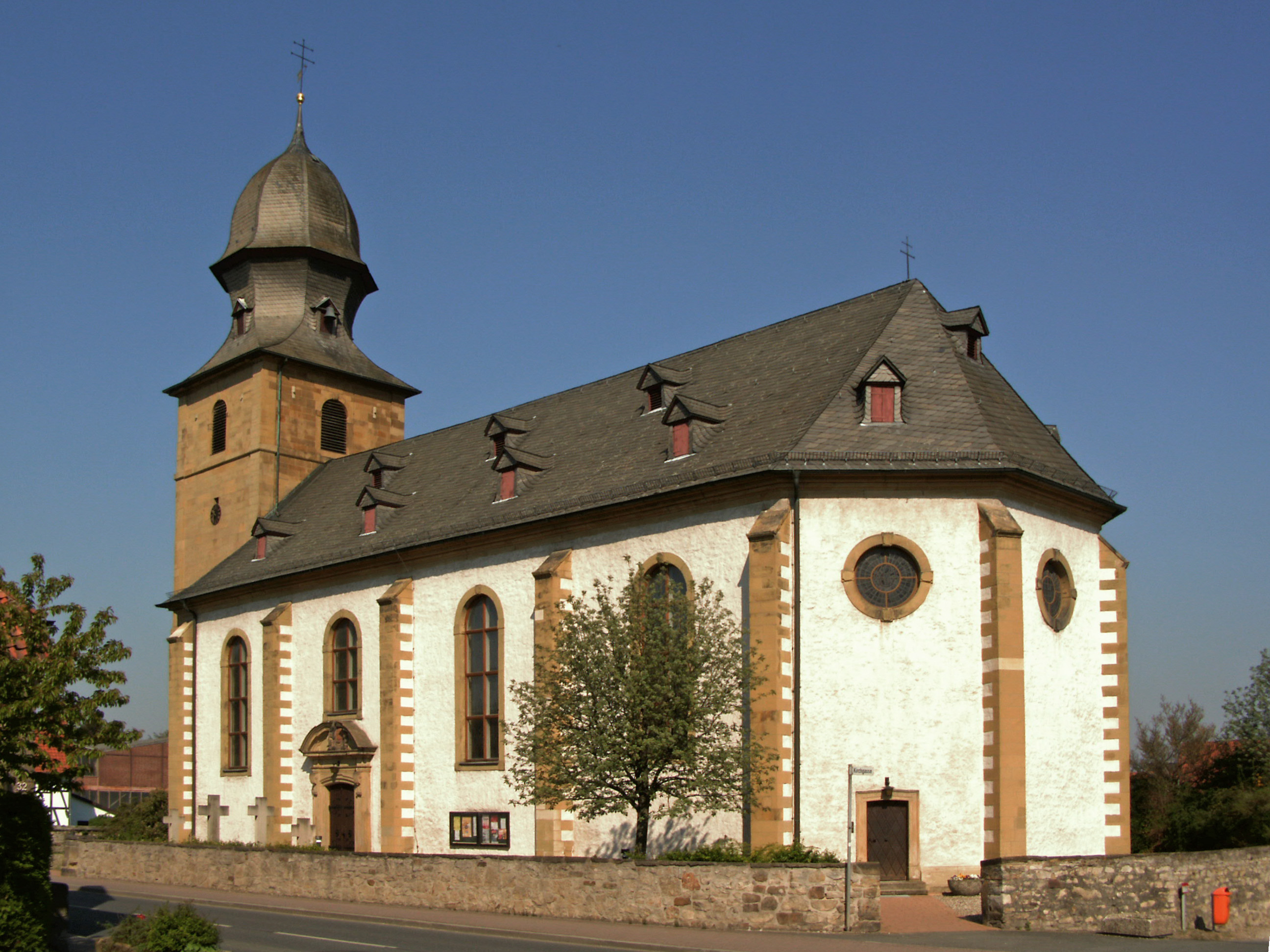
St.-Cosmas-und-Damian-Kirche

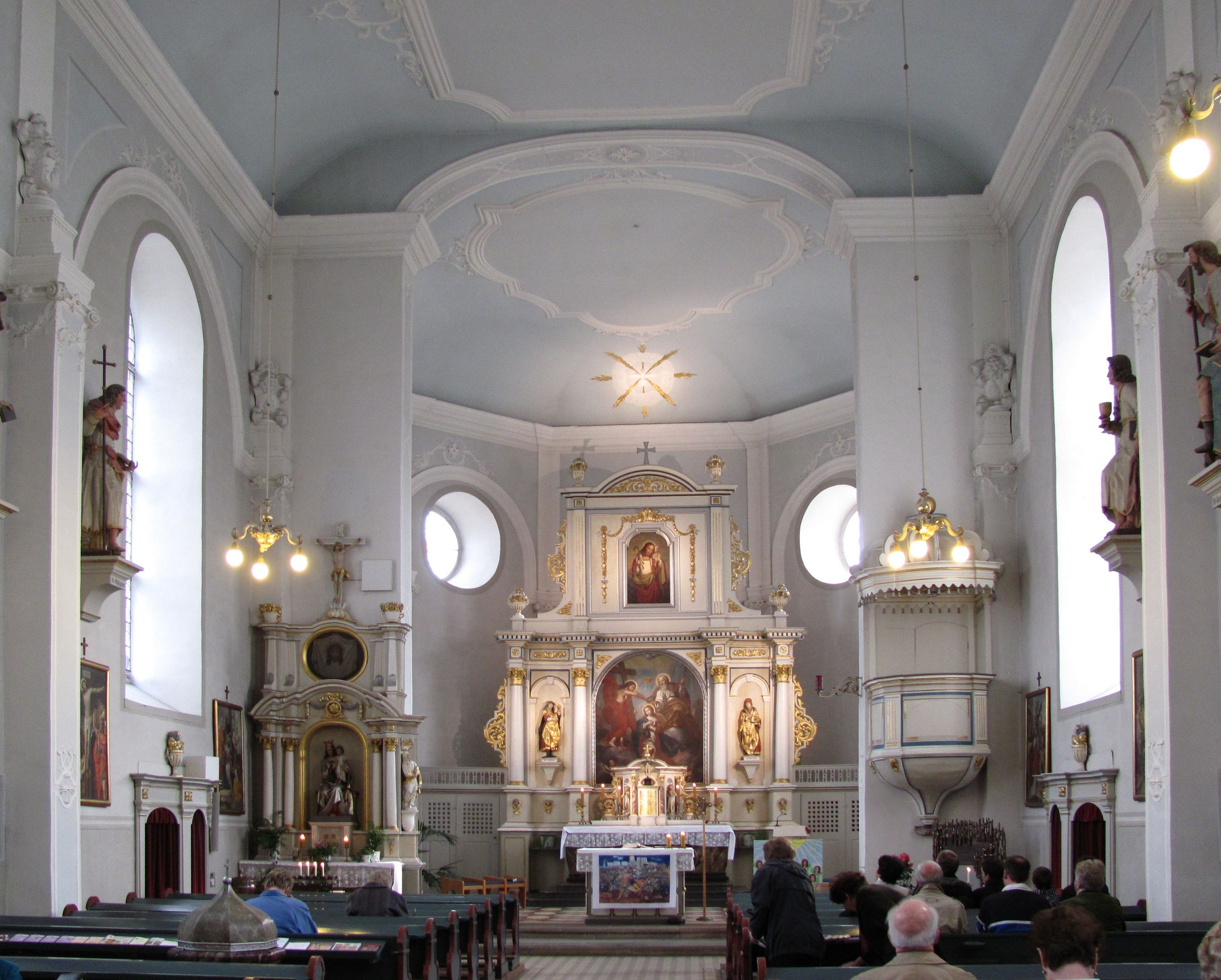
Das Innere der Kirche

St. Cosmas und Damian ist die katholische Kirche von Groß Düngen, einem Ortsteil von Bad Salzdetfurth im niedersächsischen Landkreis Hildesheim. Sie befindet sich in der Hildesheimer Straße 25 und gehört zur Pfarrei St. Gallus mit Sitz in Detfurth, im Dekanat Alfeld-Detfurth des Bistums Hildesheim.

## Geschichte
Die Pfarrei Düngen und damit das Vorhandensein eines Vorgängerbaus der heutigen Kirche ist urkundlich erst 1207 belegt. Die Lage an der Heerstraße von Hildesheim nach Nordhausen (heute B 243), die alte Zugehörigkeit zum Hildesheimer Dom und das Patrozinium der heiligen Cosmas und Damian, Nebenpatrone des Doms, lassen jedoch auf ein deutlich früheres Gründungsdatum schließen. Archidiakonatskirche war St. Gallus in Detfurth.
Da Groß Düngen auch nach der Hildesheimer Stiftsfehde weiter zum Hochstift Hildesheim gehörte, blieben Kirche und Dorf in der Reformationszeit katholisch.
Durch starke Bauschäden, besonders infolge des Dreißigjährigen Kriegs, erschien die alte Kirche Anfang des 18. Jahrhunderts irreparabel. Auch war aus Grundbesitz und Stiftungen das Kapital für einen Neubau vorhanden. 1733 begann die Errichtung der heutigen Kirche nach Plänen von Johann Daniel Köppel, Schüler und Schwiegersohn des Lombarden Francesco Mitta, der die Grauhofer Stiftskirche entworfen hatte.
Nach verschiedenen Schwierigkeiten konnte die Kirche nach 13 Jahren am 28. August 1746 durch Weihbischof Johann Wilhelm von Twickel geweiht werden.
Seit dem 1. April 1940 gehört auch die St.-Bernward-Kapelle in Klein Düngen zur Pfarrei St. Cosmas und Damian, zuvor gehörte sie zur Pfarrei St. Gallus in Detfurth. Die jüngsten umfassenden Renovierungen wurden 1980/81 am Außenbau und 1994/95 im Innenraum durchgeführt.
Seit dem 1. Dezember 2002 gehört die Kirche zum damals neu gegründeten Dekanat Alfeld-Detfurth, zuvor gehörte sie zum Dekanat Bockenem-Detfurth. Seit dem 1. November 2014 gehört die Kirche zur Pfarrei St. Gallus mit Sitz in Detfurth.

## Architektur
St. Cosmas und Damian ist eine geostete Saalkirche mit Drei-Achtel-Schluss und befindet sich in rund 86 Meter Höhe über dem Meeresspiegel. Der Außenbau ist mit gotisierenden Wandpfeilern gegliedert. Diese wie auch die Laibungen der Fenster kontrastieren steinsichtig zu den weiß verputzten Wandflächen. Unverputzt ist auch der massive quadratische Turm, der den Westabschluss bildet. Er trägt eine bemerkenswerte doppelt geschwungene Haube. Die Groß Düngener Barockkirche wird dem Régencestil zugeordnet.

## Ausstattung
Die Kanzel wurde 1758 angefertigt. Der Hochaltar mit den Statuen der beiden Kirchenpatrone und dem Zentralbild Marienkrönung kam ebenso wie der Nebenaltar 1804 aus dem aufgehobenen Hildesheimer Sültekloster nach Groß Düngen. Sie zeigen Formen des Frühklassizismus.

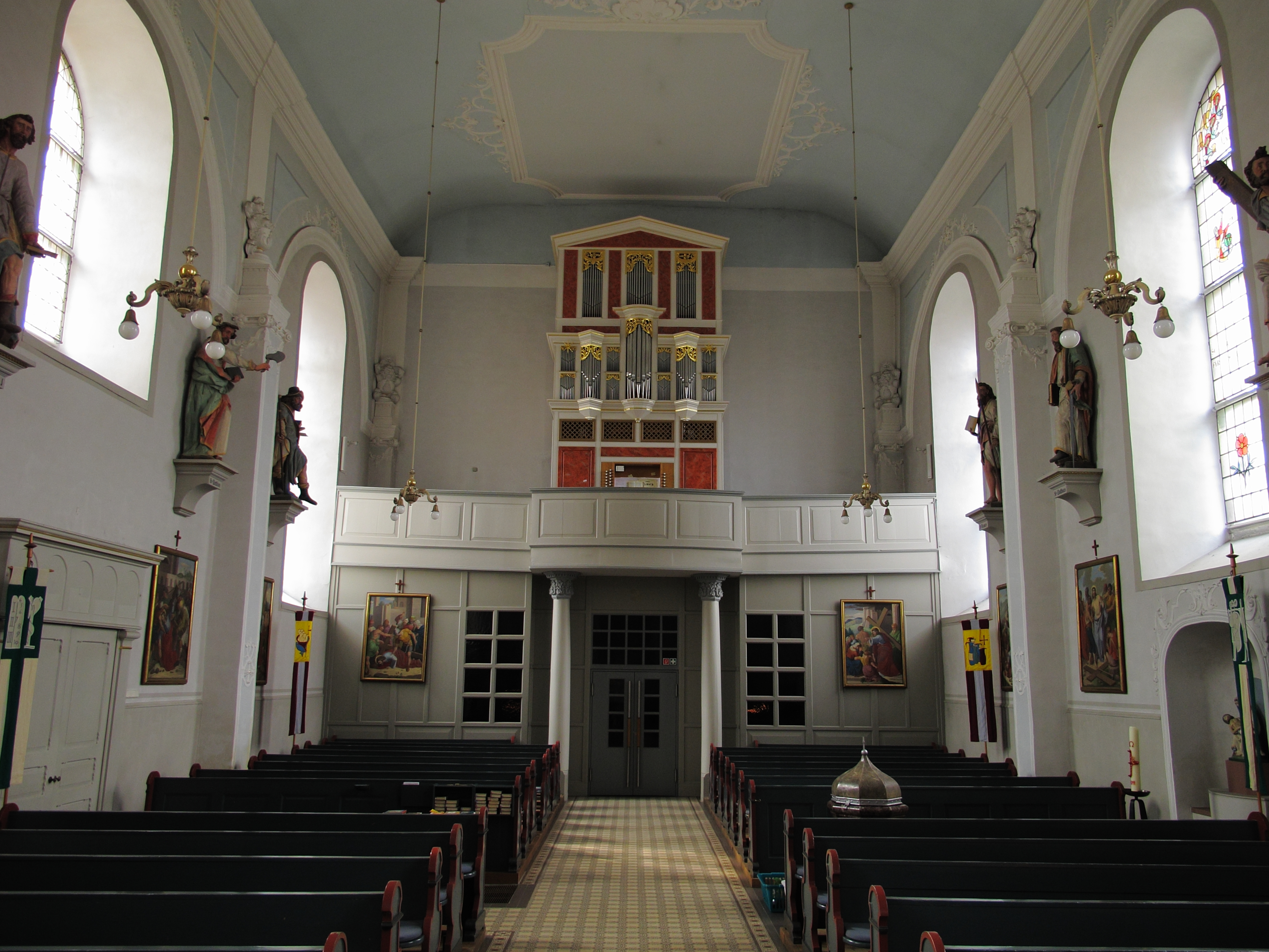
Blick auf die Orgel

Die heutige Orgel mit 18 Registern auf zwei Manualen und Pedal wurde im Jahre 2000 eingebaut. Das Orgelbauunternehmen Gebrüder Stockmann aus Werl errichtete sie unter Einbeziehung von Teilen des Vorgängerinstruments.
| I Hauptwerk C–g3 |           |        |
| 1.               | Bordun    | 16′    |
| 2.               | Prinzipal | 08′    |
| 3.               | Rohrflöte | 08′    |
| 4.               | Oktave    | 04′    |
| 5.               | Flöte     | 04′    |
| 6.               | Quinte    | 02 ⁄3′ |
| 7.               | Waldflöte | 02′    |
| 8.               | Mixtur IV | 01 ⁄3′ |
| 9.               | Trompete  | 08′    |

| II Schwellwerk C–g3 |                   |        |
| 10.                 | Gedackt           | 08′    |
| 11.                 | Gambe             | 08′    |
| 12.                 | Traversflöte      | 04′    |
| 13.                 | Sesquialtera II 0 | 02 ⁄3′ |
| 14.                 | Oktave            | 02′    |
| 15.                 | Scharff III       | 01′    |
| 16.                 | Hautbois          | 08′    |
|                     | Tremulant         |        |

| Pedal C–f1 |           |     |
| 17.        | Subbaß    | 16′ |
| 18.        | Oktavbaß  | 08′ |
| 18.        | Flötbaß   | 08′ |
| 20.        | Choralbaß | 04′ |
| 21.        | Posaune   | 16′ |
| 22.        | Trompete  | 08′ |

- Koppeln: II/I, I/P, II/P
- Effektregister:  2 Zimbelsterne

## Katholische Einrichtungen
In Groß Düngen befinden sich außer der Kirche noch die folgenden katholischen Einrichtungen:
- Pfarrbüro und Bücherei in der Bergstraße 7
- Pfarrheim „Joseph-Müller-Haus“ im Klages-Klump-Weg 1
- Kindergarten St. Cosmas und Damian, das heutige Kindergartengebäude in der Hildesheimer Straße 8b wurde 1995 bezogen
- Friedhof an der Hildesheimer Straße, die heutige Friedhofskapelle wurde 2010/11 erbaut

## Pfarrer Joseph Müller
Am 1. August 1943 kam Joseph Müller als Pfarrer nach Groß Düngen. Bald darauf wurde er denunziert, von der Gestapo verhaftet und am 11. September 1944 im Zuchthaus Brandenburg hingerichtet. In St. Cosmas und Damian erinnert eine Gedenktafel an ihn, in Groß Düngen wurde das Pfarrheim, die Grundschule und eine Straße nach ihm benannt.